# Rincón del Purgatorio
Rincón del Purgatorio är en ort i Mexiko.   Den ligger i kommunen Comonfort och delstaten Guanajuato, i den centrala delen av landet, 220 km nordväst om huvudstaden Mexico City. Rincón del Purgatorio ligger 2 008 meter över havet och antalet invånare är 497.
Terrängen runt Rincón del Purgatorio är kuperad. Runt Rincón del Purgatorio är det tätbefolkat, med 913 invånare per kvadratkilometer. Närmaste större samhälle är San Miguel de Allende, 17,3 km nordväst om Rincón del Purgatorio. Trakten runt Rincón del Purgatorio består i huvudsak av gräsmarker.